# Antepipona aprica
Antepipona aprica är en stekelart som beskrevs av Giordani Soika 1989. Antepipona aprica ingår i släktet Antepipona och familjen Eumenidae. Inga underarter finns listade i Catalogue of Life.